# Oreonectes retrodorsalis
Oreonectes retrodorsalis är en fiskart som beskrevs av Lan, Yang och Chen, 1995. Oreonectes retrodorsalis ingår i släktet Oreonectes och familjen grönlingsfiskar. Inga underarter finns listade i Catalogue of Life.